# Enjambre
Enjambre est un groupe de rock mexicain, originaire de Santa Ana, en Californie,,,. 
Bien que le groupe soit formé en 2001 aux États-Unis, les membres sont originaires de Fresnillo, au Mexique.

## Biographie
Les frères Luis Humberto et Rafael Navejas Díaz forment, en 1996, le projet Los Cuatro fantásticos, à Fresnillo, Zacatecas. Une fois installés à Santa Ana, en Californie, aux États-Unis, ils forment Enjambre en 2001 avec leur cousin Romeo Navejas. 
En 2004, ils publient leur premier album studio, Consuelo en domingo. Il fait participer Osamu Nishitani à la guitare, et Nico Saavedra à la batterie. Cependant, Nico et Osamu quitte le groupe en raison de quelques frictions, et les deux frères Humberto et Navejas décident de remanier la formation du groupe en recrutant Julian Navejas aux claviers, Ángel Sánchez à la batterie, et Javier Mejía à la guitare. Ensemble, en 2008, ils publient un deuxième album studio, intitulé El Segundo es felino, qui propulse leur popularité aux États-Unis et au Mexique. Denise Gutiérrez, à l'époque membre de Hello Seahorse!, participe à l'album. Compte tenu du succès du groupe, ses membres décident de repartir dans son pays natal pour Mexico.
En 2010, ils publient leur troisième album, Daltonico, qui leur ouvre les portes de nouveaux endroits comme le Vive Latino. En 2012, ils sortent l'album intitulé Enjambre y los huéspedes del orbe. En 2013 sort le clip du morceau Elemento. En 2014 sort Proaño qui comprend des morceaux comme Tulipanes, et Rosa náutica (del piso).
En début de 2017, ils annoncent un nouvel album studio, et sortent ainsi leur premier single En tu día, qui est clippé. L'album est publié en avril de cette année. Le deuxième single s'intitule TTercer Tipo. Enfin, ils annoncent un nouveau single du même album intitulé Y la esperanza.

## Membres

### Membres actuels
- Luis Humberto Navejas - chant
- Rafael Navejas - basse
- Julián Navejas - claviers
- Ángel Sánchez - batterie

### Anciens membres
- Romeo Navejas - batterie
- Osamu Nishitani - guitare
- Nicolás Saavedra - batterie
- Javier Mejía - guitare

## Discographie

### Albums studio
- 2005 : Consuelo en domingo
- 2008 : El Segundo es felino
- 2010 : Daltónico
- 2012 : Huéspedes del orbe
- 2014 : Proaño
- 2017 : Imperfecto Extraño

### Albums live
- 2012 : Enjambre y los huéspedes del Orbe en el Auditorio Nacional
- 2015 : Enjambre Proaño en el Palacio de los Deportes